# Dzhojar Tsárnayev
Dzhokhar "Jahar" Anzórovich Tsárnayev (en ruso: Джоха́р Анзо́рович Царна́ев; Tokmok, Kirguistán, 22 de julio de 1993) es un terrorista kirguís-estadounidense de origen checheno. Es responsable, junto a su hermano Tamerlán Tsárnayev, del atentado en la Maratón de Boston perpetrado el 15 de abril de 2013. Fue capturado el 19 de abril de 2013 (un día después de huir malherido de un tiroteo con la policía bostoniana, en el que su hermano fue abatido) y condenado a muerte el 15 de mayo de 2015, sentencia que fue revertida en julio de 2020 y posteriormente restablecida en marzo de 2022.

## Primeros años
Dzhojar Tsárnayev nació en Kazajistán. Su familia emigró a Rusia y luego cuando Dzhojar tenía ocho años de edad, a los Estados Unidos acogidos al asilo político. La familia se estableció en Cambridge y consiguió la residencia permanente de Estados Unidos en marzo de 2007. Se convirtió en ciudadano naturalizado de los EE. UU. el 11 de septiembre de 2012, mientras estaba en la universidad.

 Su madre, Zubeidat, también se convirtió en ciudadana de EE. UU., pero no está claro si su padre, Anzor, lo hizo alguna vez. Tamerlan, su hermano, no consiguió la naturalización expedita debido a una investigación en su contra, lo que atrasó su proceso de ciudadanía. En Cambridge Rindge y Latin School, una escuela secundaria pública, Dzojar fue un boxeador talentoso que llegó a capitanear el equipo de lucha de la escuela y fue considerado un talento durante la liga de invierno All-Stars de la ciudad de Boston. Trabajó en ocasiones como salvavidas en la Universidad de Harvard.
En 2011 contactó con un profesor de la Universidad de Massachusetts Dartmouth que le dio una clase sobre la historia de Chechenia pues le habría expresado su interés en el tema. Se graduó de la secundaria en 2011 y la ciudad de Cambridge le otorgó una beca de $2.500 ese año. El entrenador de boxeo de su hermano, que no los había visto desde dos años antes de los atentados, dijo que "el hermano menor era como un perro pequeño siguiendo a su hermano mayor".

## Educación
Dzhojar se matriculó en la Universidad de Massachusetts Dartmouth, con especialización en biología marina, en septiembre de 2011. Dijo que esperaba convertirse en un dentista.
Dzhojar fue descrito como «normal» y popular entre sus compañeros. Sus amigos dijeron que a veces fumaba marihuana, le gustaba el hip-hop, y no hablaba con ellos acerca de política. Se ofreció como voluntario en el programa Best Buddies. A muchos amigos y conocidos les resultaba inconcebible que él pudiera ser uno de los dos atacantes en un primer momento, que lo calificaron de «totalmente fuera de su personalidad. Él no era percibido como extraño, hablaba bien inglés, tenía facilidad social".

## Atentados de la maratón de Boston
Junto con su hermano Tamerlán, Dzhojar está acusado de los atentados del maratón de Boston el 15 de abril de 2013. La motivación de los atentados era al parecer de naturaleza política. Según los informes, «le dijo al FBI que [él y su hermano] estaban enojados por las guerras de Estados Unidos en Afganistán e Irak y el asesinato de musulmanes allí».  Un corresponsal de la cadena de televisión CBS, John Miller, que antes de unirse a la CBS trabajó en la Oficina del director de Inteligencia Nacional, informó más tarde que en la nota manuscrita de Dzhojar encontrada en el interior del barco donde yacía sangrando declaraba: «los atentados [de Boston] fueron en venganza por los crímenes de Estados Unidos en lugares como Irak y Afganistán [y] que las víctimas del atentado de Boston eran un daño colateral, de la misma manera que las víctimas inocentes han sido en las guerras de EUA en todo el mundo».

## Después de los atentados
Tsárnayev enviaba tuits después de las explosiones, y envió un tuit diciendo a su gente conocida de Boston que «estaba a salvo». Él volvió a su universidad después del atentado el 15 de abril y permaneció allí haciendo vida normal hasta el 18 de abril, cuando el FBI publicó sus fotos. Durante ese tiempo, Tsárnayev hizo uso del gimnasio de la universidad y dormía en su dormitorio; sus amigos dijeron después que se fue a una fiesta con ellos posterior a los ataques y parecía "relajado".

## Homicidio MIT, robo de auto, tiroteo y persecución
Dzhojar y su hermano fueron acusados de asesinar al oficial de policía del MIT, Sean Collier, el 18 de abril en el campus del MIT, antes de viajar a la zona de Boston, y en Allston robar un auto SUV con su conductor. Sin embargo, el conductor del Mercedes SUV, un joven de 26 años de edad, inmigrante chino, empresario y exestudiante de posgrado en la Universidad Northeastern, afirmó que logró escapar cuando los hermanos Tsarnayev momentáneamente se distrajeron mientras repostaban combustible al vehículo en una estación de servicio, solo llevándose dinero en efectivo. El hombre, que no quiso dar su nombre a los medios de comunicación, pero se dio a conocer con el nombre de «Danny», dijo que huyó a otra estación de servicio cercana y contactó con la policía. La policía rastreó la ubicación del coche a través del teléfono móvil del hombre y siguieron el dispositivo antirrobo de la SUV.
Cuando la policía encontró la camioneta robada y un Honda conducido por los hermanos en las primeras horas del 19 de abril, los sospechosos fueron involucrados en un tiroteo con la policía en Watertown. Dzhojar fue herido. La policía dice que él se escapó conduciendo la camioneta robada hacia los oficiales que estaban arrestando a su hermano, al parecer condujo por encima de su hermano y lo arrastró bajo el SUV a unos 30 metros en el proceso. Según los informes, salió a toda velocidad, pero abandonó el coche a cerca de media milla de distancia y luego huyó a pie. Una cacería humana sin precedentes se produjo con la participación de miles de agentes de policía de varias ciudades cercanas, así como la policía estatal y el FBI, y los equipos de SWAT, que buscaron en numerosas casas y propiedades dentro de un perímetro de 10 manzanas. Resoluciones judiciales no se emitieron, pero los residentes informaron que se les dijo que debían permitir las búsquedas para que la operación progresara. Muchos informaron que fueron instruidos a dejar sus casas también. Se difundieron por medios de comunicación y redes sociales imágenes de los coches patrulla y grandes vehículos blindados negros aglomerados en las aceras, con vídeos de residentes que eran llevados fuera de sus casas a punta de pistola. El área metropolitana de Boston fue cerrada de manera efectiva todo el día 19 de abril.
Después de que el nombre de Dzhojar fue publicado en relación con los atentados, su tío Ruslan Tsarni, que vive en Montgomery Village, Maryland, animó a Dzhojar a través de la televisión a entregarse y «pedir perdón», y dijo que él había avergonzado a la familia y la etnia chechena.
El 15 de mayo de 2015, poco antes de las tres de la tarde, Tsárnayev fue condenado a pena de muerte por inyección letal en una audiencia en Massachusetts, Estados Unidos. Se necesitaron más de 14 horas para encontrarlo culpable en 6 de los 17 cargos posibles de la pena capital. El 29 de enero de 2016, Tsárnayev apeló la sentencia en su contra según documentos presentados en los tribunales de Massachusetts; en el documento de 3 páginas el condenado pide una revisión de su condena y la indemnización de 101 millones de dólares a las víctimas del atentado.
Tsárnayev apeló su sentencia argumentando que el juicio no debió haberse llevado a cabo en Boston, que hubo errores en la selección del jurado y que el juez excluyó inapropiadamente evidencia de que Tamerlan, el hermano de Dzhojar, cometió un triple homicidio previo, sugiriendo de esta forma que Dzhojar actuó bajo su influencia. La apelación fue escuchada por un panel conformado por tres jueces de la Corte de Apelaciones para el Primer Circuito el 12 de diciembre de 2019. El 31 de julio de 2020 esta corte revocó la sentencia de muerte de Tsárnayev y ordenó que se reabriera el juicio en la parte de la imposición de la pena. Sin embargo la sentencia mínima en este punto, aun habiendo anulado la pena de muerte, solo puede ser la cadena perpetua sin posibilidad de libertad condicional. Pasó a cumplir su pena aflictiva dentro de la prisión especial ADX Florence. 
El 4 de marzo de 2022, la Corte Suprema de los Estados Unidos confirmó la sentencia de muerte de Dzhojar, revocando la decisión anterior de la Corte Federal de Apelaciones para el Primer Circuito. El fallo fue tomado 6-3, votando a favor los seis jueces conservadores y en contra los tres jueces liberales.

## Otras lecturas
- "The Fall of the House of Tsarnaev" ("La caída de la casa de Tsárnayev") Boston Globe.